# Blood Or Whiskey
Blood Or Whiskey («Кров Або Віски») — ірландська фольк-панк група з містечка Лейксліп, графство Кілдер.

## Історія
Гурт був заснований у вересні 1994 під сильним впливом творчості таких колосів як Shane MacGowan, The Pogues та The Clash. На початку своєї кар'єри група мала певні проблеми зі сприйняттям свого нетрадиційного музичного матеріалу у середовищі дещо консервативної місцевої публіки. Але після виходу у 1996 році дебютного self-titled альбому (на лейблі Punkcore Records) гурт оцінили належним чином і стали запрошувати як на фести традиційної музики, так і на oi!/punk вечірки. На альбомі загалом 16 пісень, серед яких є три інструментальні композиції, відома народна «Rocky Road». Також, привертають до себе увагу таки потужні треки як «Always Remember», «Bucharest», «Goodbye My Girl», «Keep The Baby».
Після п'ятирічної перерви у 2001 році Blood Or Whiskey нарешті розродилися другим альбомом «No Time To Explain» і проїхалися з туром по США. Серед 16 записаних пісень особливо алкотрешевим духом віє від «Paranoid State», «Your Majesty», «Don't Go Far», «Rudy», а хіт «Never Be Me» звучить так, немов би це пісня напівлегендарних, напівміфічних Nipple Erectors.
У 2003 році на превеликий жаль групу полишив фронтмен Барні Мюррей, чий брутальний вокал був певною родзинкою у звучанні колективу. Функції вокаліста остаточно перейшли до гітариста/вокаліста Дагса Малхолі. Після перестановок у складі вийшов третій реліз «Cashed Out On Culture», який виявився найбільш панк-орієнтованим альбомом гурту. З 14 пісень, представлених на альбомі, лише інструментал «Requiem For A King» та відверто невдала і млява «Shattered Dreams» випадають з обойми різнобарвного, яскравого і бездоганного матеріалу — «Stuck Together», «Poxy Pub», «Impared Vision», «Ruler Ruler», «Holy Trinity» та інших. Виходить так, що гурт рідко випускає альбоми, але це самим позитивним чином відбивається на якості музичного матеріалу.
Навесні 2006 року на групу звалилося нещастя — провівши тур по Сполученому Королівству разом з поважними ветеранами Stiff Little Fingers, банда повернулася до Дубліна і у Алана Конфрі (свистульки) трапився серцевий напад, який спричинив смерть. Хлопцю було лише 33 роки… Важко переживаючи нещастя група на певний період впала в коматозний стан. Після деяких перестановок (прийшов новий басист Пітер Муллен) Blood Or Whiskey у вересні 2007 року вирушили у європейський тур разом з харизматичними The Misfits. Тур мав досить оптимістичну назву «Back From The Brink» («Повернення з безодні»). Як ніяк, а життя продовжується. Незабаром після дублінського концерту 23 грудня 2007 року разом з безсмертними The Pogues музиканти Blood Or Whiskey опинилися на сьомому небі від щастя, ще б пак, грати на одній сцені з батьками фольк-панку!
Фірмовий звук Blood Or Whiskey — маніячна суміш агресивної лірики, невгамовного панку та кельтських мелодій — знайшов свого відданого слухача по обидва боки Western Ocean, всупереч повному ігноруванню групи мейнстрімними мас-медіа.

## Дискографія
- Blood Or Whiskey (1996)
- No Time To Explain (2001)
- Cashed Out On Culture (2005)
- Live and Learn (міні-альбом, 2009)
- Tell The Truth And Shame The Devil (2014)